# Liste der Baudenkmale in Priborn
In der Liste der Baudenkmale in Priborn sind alle denkmalgeschützten Bauten der Gemeinde Priborn (Mecklenburg-Vorpommern) und ihrer Ortsteile aufgelistet. Grundlage ist die Veröffentlichung der Denkmalliste des Landkreises Mecklenburgische Seenplatte (Auszug) vom 20. Januar 2017.

## Baudenkmale nach Ortsteilen

### Priborn
| ID  | Lage                    | Bezeichnung                      | Beschreibung | Bild                             |
| --- | ----------------------- | -------------------------------- | --- | -------------------------------- |
| 657 | Dorfstraße 42 (Karte)   | Kirche                           | Neogotische, einschiffige Dorfkirche Priborn aus Backstein von um 1860 mit fialartigen Aufsätzen; polygonaler, kreuzrippengewölbter, eingezogener Chor; quadratischer dreigeschossiger Westturm mit sechseckigem Obergeschoss und Turmhelm: Ausstattung aus der Bauzeit, ein Glasfenster vom Vorgängerbau. | Kirche                           |
| 656 | Dorfstraße 42, Friedhof | Backsteinmauer                   | |                                  |
| 656 | Dorfstraße 42, Friedhof | Portalpfeiler                    | |                                  |
| 652 | Dorfstraße 45/46        | Wohnhaushälfte (ehem. Schule)    | |                                  |
| 653 | Dorfstraße 47           | Wohnhaus                         | |                                  |
| 654 | Dorfstraße 58           | ehem. Verwaltungsgebäude der LPG | | ehem. Verwaltungsgebäude der LPG |
| 654 | Dorfstraße 58           | Pförtnerhaus                     | |                                  |
| 655 | Dorfstraße 60           | ehem. Gutshaus                   | 2-gesch. Backsteinbau von um 1870/1880 mit Walmdach, Mittelrisalit und zwei 3-gesch, runden Türmchen, nach 1945 Wohnnutzung, 1959–2003 Schule; Güter der Familien Hahn (Hane)-Damerow, von Marin, von Knut(h) (alle ab um 1370) und von Ferber zu Melz (1732–1945).                                        | Weitere Bilder                   |
| 655 | Dorfstraße 60           | Park                             | |                                  |

## Quelle
- Karte der Baudenkmale im Geoportal des Landkreises